# Водяне опалення

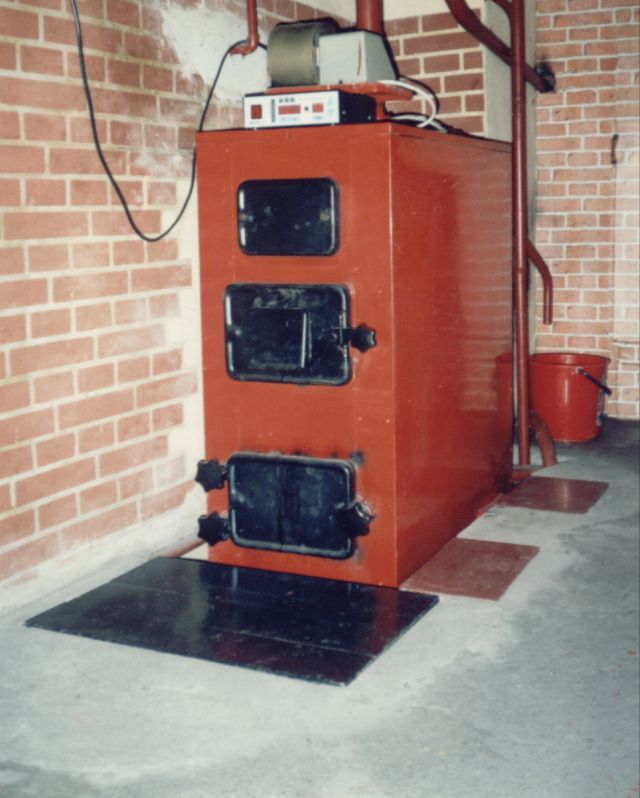
Твердопаливний котел обігріву води для системи водяного опалення

Водяне опалення — система опалення приміщень за допомогою закачаної у систему води, чи антифризу на водяній основі. Водяне опалення функціонує на основі принципу конвекційної передачі тепла що здійснюється від рідкого теплоносія. Передача тепла в приміщення проводиться за допомогою радіаторів, конвекторів, регістрів труб, водяних теплих підлог.

## Опис
На відміну від парового опалення, вода в системі водяного опалення знаходиться в рідкому, а не в паровому стані, а значить має нижчу питому температуру, нижче 100 °C що не дозволяє їй перетворитися на пару. Завдяки цій особливості водяне опалення безпечніше. Однак радіатори для водяного опалення мають більші габарити, ніж для парового, це пояснюється тим що фактична тепловіддача гарячої води значно менша ніж тепловіддача пари. Також слід зазначити, що під час передачі тепла за допомогою гарячої води на значну відстань температура води невпинно падає. Тому інколи роблять змішану систему опалення: від котельні за допомогою пари тепло надходить у будівлю, де за допомогою теплообмінника передається воді, яка вже надходить до радіаторів. Проте така система викликає затратність, та значні тепло втрати. Неможливо передати тепло між двома типами теплоносія без втрати десятків відсотків теплової енергії. Хоча в той же час на практиці пара після проходження значної відстані по трубах тепломереж значно втрачає температуру і доходячи до приладу передачі тепла вже температурою опускається майже до 100 °C, а при порушенні технологічного процесу опалення навіть нижче.
Крім типу носія, водяне опалення ще класифікують за принципом циркуляції теплоносія. Відповідно існують два види: з природною та примусовою циркуляцією теплоносія. Обидва види водяного опалення мають переваги та недоліки, які можуть вважатися особливостями цих систем. Залежно від конкретних господарських умов, такі особливості можуть мати позитивну чи негативну роль.
Системи з природною циркуляцією води прості та відносно надійні, але мають невисоку ефективність, що залежить від правильного проектування системи. Принцип роботи систем з природньою циркуляцією заснований на різниці термодинамічних характеристик між нагрітим та остиглим теплоносієм. Рух теплоносія забезпечується шляхом його нагрівання котлом.
Під час нагрівання теплоносій розширюється. Таким чином, гаряча вода на виході з котла має низьку щільність, а отже, і меншу вагу. При проходженні через систему радіаторів вода віддає своє тепло та охолоджується. Щільність холодної води вища, а значить і вища за її вагу. В результаті створюється різниця тиску в подачі та зворотній магістралях, достатня для циркуляції теплоносія.
Такі системи зазвичай використовуються для невеликих будинків з невеликими відстанями переносу теплоносія, для передачі водяного теплообмінника по трубах на кілька десятків метрів. В Україні такі системи дуже розповсюджені в газифікованих сільських домах. Нагрівання води в таких системах здійснюється за допомогою котла який часто нагріває воду і для опалення і для постачання гарячої води для побутових потреб.
Головною особливістю систем з примусовою циркуляцією типу є те, що циркуляція теплоносія підтримується не внаслідок природної різниці густини та тисків, а за принципом примусу, шляхом застосування циркуляційного насоса. Циркуляційний насос розвиває необхідний тиск, забезпечуючи високу швидкість руху води трубами. Насос може встановлюватися як на магістралі подачі, так і на магістралі зворотного руху. Більш доцільніше розміщення насоса на зворотній магістралі, тому що в цьому разі висока температура води не діє на насос і його ресурс збільшується.
Помітним недоліком системи водяного опалення є повітряні пробки, які можуть утворюватися після спуску води при ремонті опалення.
Повітряна пробка є скупченням повітря в водяній системі опалення. Це неприємне явище як правило не виникає в разі правильного проектування системи. У всіх елементах контура системи обігріву циркулює певний рідкий теплоносій. Якщо в системі опалення скупчується повітря, циркуляція теплообмінника припиняється, а разом з цим зникає теплообмін, можуть виникати гідроудари, та виникає корозія металу.
Для боротьби з ними встановлюються спеціальні спускові клапани. Перед початком опалювального сезону за допомогою цих клапанів випускається повітря завдяки надмірному тиску води.
В зимовий період в системах водяного опалення в більшості випадків розрахункові температури гарячої та зворотної охолодженої води становлять приблизно 95 та 70°. Для лікарень та ін. подібних будівель з підвищеними санітарно-гігієнічними нормами розрахункові температури приймаються нижчими — 85 і 65°.
Але якщо температура повітря зростає, то для зменшення затрат на опалення знижується температура води знижується від чого відповідно зменшується тепловіддача нагрівальних приладів. Цей процес називається якісним регулюванням опалення.

## Склад обладнання
- Тепловий пункт
- Магістралі
- Окремі стояки та гілки
- Опалювальні прилади
- Система управління тепловіддачею

## Пристрій системи
Розрізняються системи:
- за способом розведення — з верхнім, нижнім, комбінованим, горизонтальним, вертикальним розведенням;
- по ходу руху теплоносія в магістральних трубопроводах — тупикові, зустрічні та шляхові;
- по гідравлічних режимах — з постійним і змінним режимом;
- за способом приєднання приладів — однотрубні, двотрубні, тритрубні, чотиритрубні, колекторні, комбіновані;
  - Однотрубна. Влаштована таким чином: опалювальні прилади одного стояка підключені послідовно, тобто теплоносій, поступово охолоджуючись, проходить шлях через стояк з приладу в прилад. Різниця температур радіаторів на початку і в кінці магістралі компенсується різною поверхнею тепловіддачі приладів (наприклад, різна кількість секцій для чавунних радіаторів) — меншою на початку і більшою в кінці. Також може бути передбачена обв'язка опалювального приладу з використанням байпасу або коротко замикаючої ділянки.
  - Двотрубна. В такій системі опалювальні прилади підключені до стояка паралельно, що зменшує різницю в температурі теплоносія на кожному радіаторі (конвекторі, регістрі труб). Але попри цю перевагу такі системи мають і недоліки такі системи більш металоємні і вимагають балансування кожного приладу окремо, якщо не передбачена супутна система циркуляції теплоносія.

### Схеми підключення
Існують дві схеми підключення водяної системи опалення це незалежна (закрита) і залежна (відкрита).
Незалежна (закрита) схема підключення це схема приєднання системи теплоспоживання до теплової мережі, при якій певний теплоносій (перегріта вода або пара), що надходить з теплової мережі, проходить через теплообмінник, що встановлений в тепловому пункті споживача, де нагріває вторинний теплоносій, що використовується надалі в системі теплоспоживання. Але як було зазначено вище така модель системи опалення призводить до значних енерговтрат.
Залежна (відкрита) схема підключення являє собою приєднання системи теплоспоживання до теплової мережі, при якій теплоносій (вода) з теплової мережі надходить безпосередньо в систему теплоспоживання.
- Своєю чергою в закритих системах теплопостачання, мережна вода, що здійснює циркуляцію у трубопроводах теплової мережі, використовується тільки як теплоносій і споживачем для господарських потреб із теплової мережі не відбирається. У закритих системах теплопостачання мережевою водою в теплообмінних апаратах здійснюється нагрівання холодної водопровідної води. Потім нагріта вода по внутрішньому водопроводу подається до водорозбірних приладів житлових, громадських та промислових будівель.
- У відкритих системах теплопостачання мережева вода, що циркулює у трубопроводах теплової мережі, використовується не тільки як теплоносій, а частково (або повністю) відбирається споживачем із теплової мережі. Це дуже зручно для індивідуальних домів, де не подвоювати господарські системи постачання.

#### Система Тіхельмана

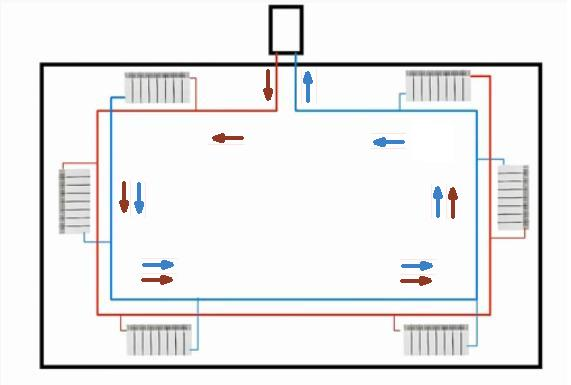
Система Тіхельмана для радіаторів опалення

В 1901 році Альберт Тіхельман запропонував спосіб прокладання труб систем водяного опалення, при якому вода в обох магістралях (і подачі, і зворотній) рухається в одному напрямку за кільцевим маршрутом. При цьому автоматично, без додаткових регулювань, забезпечується рівномірне та одночасне прогрівання всіх радіаторів опалення у самоточних системах (без насосів) або з невеликим насосом. Вимкнення будь-якого з існуючих або підключення додаткових радіаторів не змінює загальної збалансованості системи та не викликає перекосів у прогріві. Система Тіхельмана добре працює, якщо ідентичні компоненти забезпечують приблизно рівні втрати тиску кожного відокремленого вузла — тоді гарантується рівність потоків теплоносія. Це легко досягається при використанні однакових радіаторів.

## Управління
Підтримка сталої температури в приміщенні, опалюваному від системи водяного опалення, можлива декількома способами: зміною температури, витрати теплоносія через радіатор і тим і іншим одночасно. Температура теплоносія, що надходить до радіатора, як правило регулюється централізовано на тепловому пункті. Для індивідуального регулювання температури в приміщенні радіатори оснащують регулювальними кранами (ручне регулювання), або термостатами (автоматичне регулювання).
Індивідуальне регулювання є можливим як на двотрубній, так і на однотрубній системі: в останньому випадку перед краном або термостатом обов'язково має бути встановлений байпас.

## Комфортна вологість у приміщенні
Система водяного опалення значно знижує рівень вологості в повітрі опалювального приміщення, показник фактичної вологості може падати до 20-25 %, тоді як комфортний для людини відсоток відносної вологості повинен перевищувати 45 %. Дефіцит вологи компенсується за рахунок стін, меблів, шкіри та слизових оболонок людини та домашніх тварин. Для підтримки зручного значення вологості повітря рекомендується встановлення спеціальних приладів зволоження або акваріума. Дефіцит вологи особливо небезпечний для людей з захворюваннями дихання і дітей.